# Sattelbogen (Schwäbische Alb)
Der Sattelbogen ist ein 608 m hoher Pass nordöstlich von Unterlenningen im Landkreis Esslingen in Baden-Württemberg. Er befindet sich südlich des Teckbergs und nordwestlich des Brucker Hölzle. Von ihm aus führt ein Wanderweg nach Norden hinauf zur Burg Teck, nach Süden hin zur Diepoldsburg.